# Tre pascià

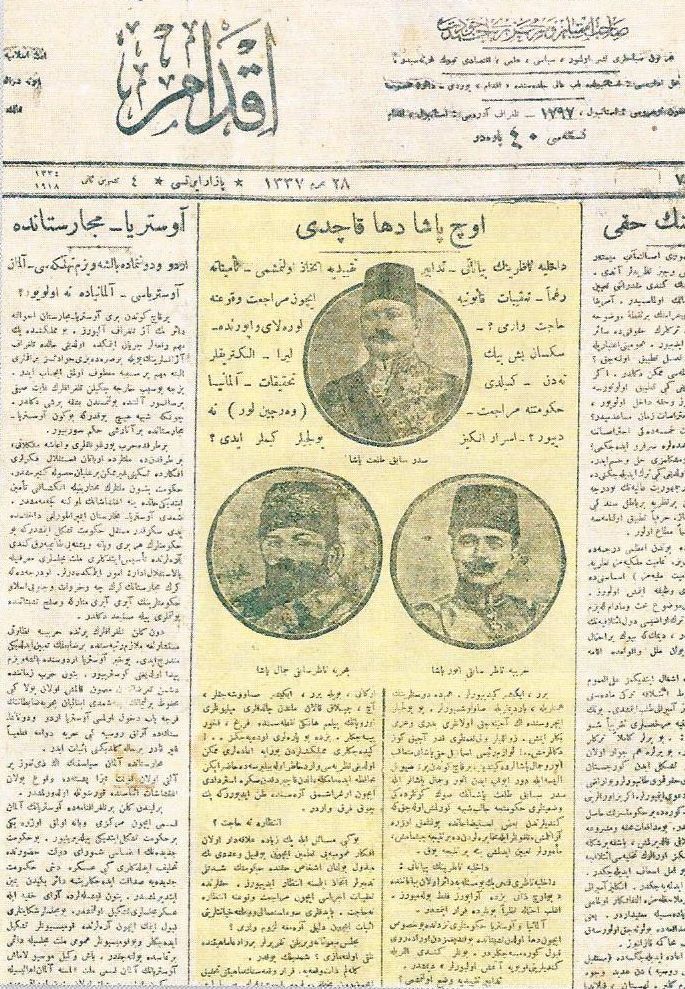
I Tre pascià sulla prima pagina di un giornale turco, 1918

Tre pascià (in turco ottomano: اوچ پاشلار) noto anche come Giovane Triumvirato Turco fu il nome con cui venne indicato il triumvirato dittatoriale che guidò l'Impero ottomano fra il 1913 e la fine della prima guerra mondiale.
Il triumvirato era composto da Mehmed Talat Pascià, Gran Visir e Ministro dell'Interno, Ismail Enver, Ministro della Guerra e Ahmed Cemal, Ministro della Marina. Questi tre uomini furono le figure politiche dominanti dell'ultimo periodo della storia dell'impero ottomano, prima della sua dissoluzione. 
Secondo lo storico Hans-Lukas Kieser, il potere di Talat aumentò nel tempo e eclissò gli altri due.

## Storia
Dopo il golpe del 1913, i tre uomini divennero de facto i gli elementi centrali dell'oligarchia appena insediatasi: alcuni studiosi identificano altri personaggi affiliati ai triumviri come Halil Menteşe, Mehmed Nazım, Bahaeddin Şakir, Mehmed Reshid, Ziya Gökalp e Mithat Şükrü.
Erano tutti membri del Comitato Unione e Progresso, un'organizzazione progressista che alla fine arrivarono a controllare ed a trasformare in un partito politico panturco. 

### Prima Guerra Mondiale
I Tre Pascià furono i principali fautori dell'alleanza ottomano-tedesca e dell'ingresso dell'Impero ottomano nella Prima Guerra Mondiale a fianco delle potenze centrali.
Ahmed tentò di imporsi per mantenere l'Impero neutrale, ma sotto pressione dell'Impero Tedesco, autorizzò, il 29 ottobre 1914, l'ammiraglio Wilhelm Souchon ad attaccare preventivamente i porti di Odessa, Sebastopoli e Teodosia, ai danni dell'Impero Russo.

### Morte
Dopo la Prima Guerra Mondiale, gran parte della popolazione della neonata Turchia li considerò colpevoli dell'entrata in guerra e della dissoluzione dell'Impero.
In quanto governanti de facto, i Tre Pascià sono stati considerati i fautori del genocidio armeno e, nonostante tutti e tre fossero riusciti a fuggire, Talat e Cemal furono assassinati in esilio rispettivamente nel 1921 e nel 1922; Enver morì in un'imboscata dell'Armata Rossa in Tagikistan nel 1922 mentre cercava di sollevare una insurrezione musulmana anti-russa.